# Fortificazione alla moderna

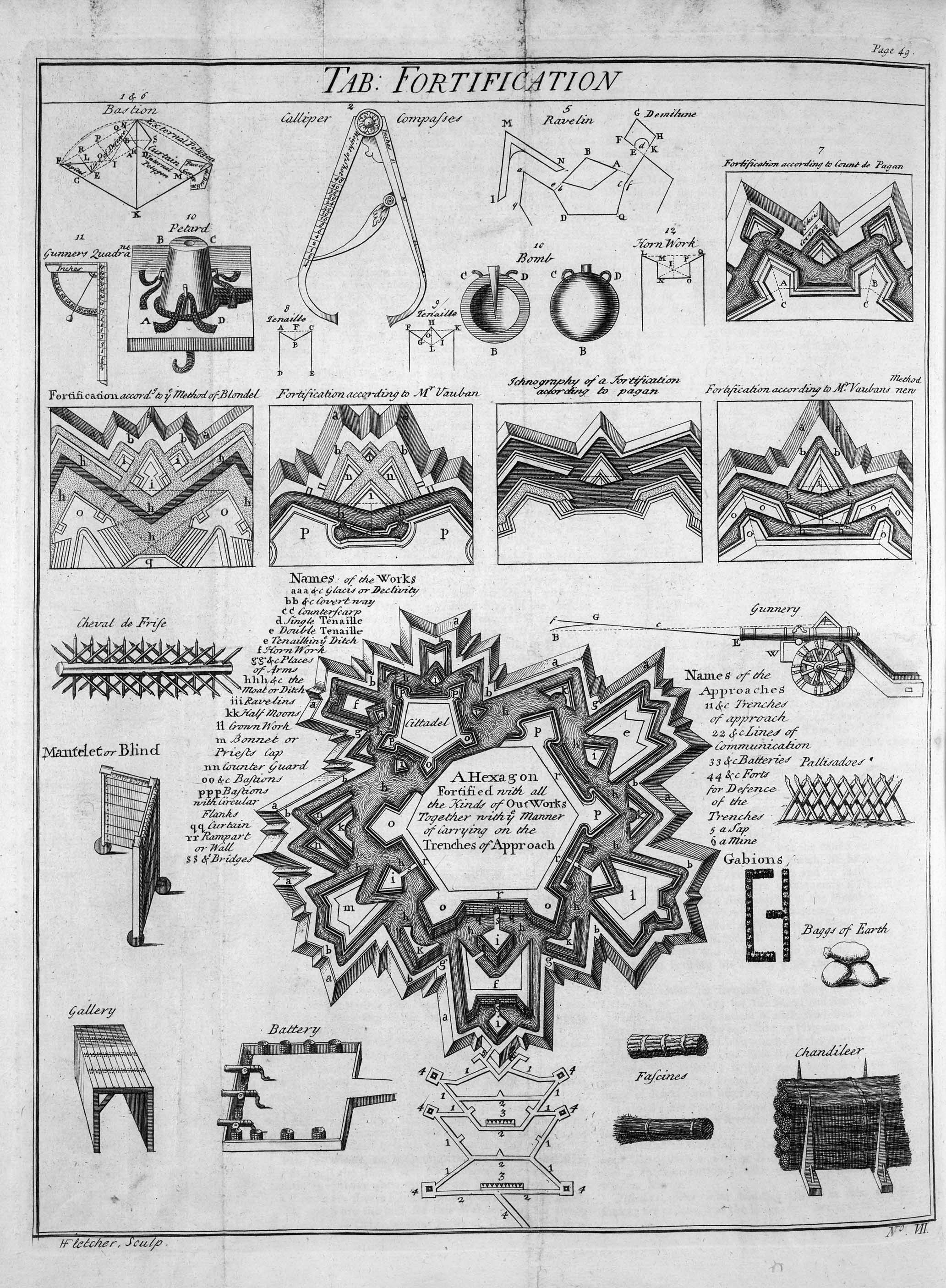
Elementi di una fortificazione alla moderna in una tavola della Cyclopaedia

La fortificazione alla moderna (o fortificazione all'italiana) è un tipo di fortificazione elaborato a partire dal XV secolo in Italia, per ovviare al problema posto dallo sviluppo dell'artiglieria, evidenziato dalle guerre d'Italia e da quelle contro gli Ottomani. 
Lo sviluppo delle nuove tecniche, che modificava radicalmente il rapporto fra città e contado, influenzò per secoli l'urbanistica e fornì nuovi stimoli ad architetti ed ingegneri. Anche le tecniche ossidionali e in genere lo svolgimento delle azioni militari subirono un cambiamento altrettanto drastico. Il complesso delle nuove tecniche di fortificazioni fu oggetto di un'ampia trattatistica, soprattutto italiana, e si diffuse in tutta l'Europa e nel Mediterraneo. Nella seconda fase di evoluzione ebbero invece un ruolo preminente i paesi del Nord Europa, sulla spinta delle guerre di religione e della Guerra dei Trent'anni.

## Le origini storiche
La città fortificata di Rodi, costruita dai Cavalieri Ospitalieri di San Giovanni sulle preesistenze bizantine dopo la conquista nel 1309, ci offre un esempio della stratificazione dell'evoluzione delle fortificazioni tra XIV e XVI secolo. Infatti la ricchezza dell'Ordine, la continua minaccia Ottomana sempre in vista (le coste della Turchia sono ben in vista da Rodi) imponevano di mantenere sempre aggiornate le fortificazioni.
Le difese più antiche erano costruite secondo il modello delle fortificazioni teodosiane di Costantinopoli, che avevano resistito nel corso di innumerevoli assedi.
Tra il 1453 (presa di Costantinopoli) ed il 1480 le opere murarie bizantine furono modificate con difese che tenevano conto del ruolo delle artiglierie. Nell'assedio del 1480, il valore degli assediati e le formidabili mura respinsero l'esercito di Mehmet II, conquistatore di Costantinopoli, ma le fortificazioni erano gravemente danneggiate (anche da un sisma) e un nuovo assedio sarebbe stato insostenibile. 
Le grandi risorse degli Ospitalieri permisero di ricostruire in breve tempo la linea difensiva sull'antico tracciato, adattando il più possibile le vecchie mura ma con notevoli innovazioni tra cui baluardi, terrapieni, fossati.
Il Baluardo d'Italia, duramente semidistrutto nell'assedio, fu completamente ricostruito e ribattezzato, dal nome del Gran Maestro, Baluardo del Carretto (nella foto) secondo i modelli di Francesco Martini, con una grandiosa rondella per il fuoco di rovescio, e una cortina angolata; all'altra estremità delle mura fu costruito un bastione pentagonale (San Giorgio) a copertura della Porta d'Amboise.
Fino al XV secolo l'efficacia delle fortificazioni era legata soprattutto alla loro altezza, limitata solo dai costi e dalle possibilità strutturali: più una muraglia era alta più difficile sarebbe stato scalarla e migliore sarebbe stato il dominio visuale sulla zona circostante. Le azioni difensive più efficaci attuate dalla sommità di tali mura, denominate "difesa piombante", erano costituite principalmente dal getto dall'alto di oggetti e liquidi bollenti. Le tecniche di assedio prevedevano invece la scalata e comunque il raggiungimento della sommità delle mura.
L'artiglieria del XV secolo rivoluzionò tale situazione. Nonostante la polvere da sparo e l'artiglieria fossero state inventate da tempo, solo lo sviluppo di artiglierie portatili mise in discussione le tradizionali fortificazioni basate sulla difesa piombante, costituite da muraglie perpendicolari al suolo, relativamente sottili e spesso molto alte e con coronamento sporgente. Tali strutture, quanto più alte erano, tanto più erano esposte ai proiettili dell'artiglieria.
Tradizionalmente, sulla scorta di Machiavelli (Storia d'Italia), si indica nella spedizione guidata da Carlo VIII di Francia contro il regno di Napoli (1494-1497) la causa scatenante delle innovazioni in materia di fortificazione. Questo rapporto di causa-effetto è stato messo in discussione dalla critica in anni recenti, poiché i cannoni erano una minaccia reale già intorno agli anni cinquanta del XV secolo. È comunque innegabile che molti castelli di vecchia concezione caddero di fronte alle moderne artiglierie francesi, favorendo il sorgere di fortificazioni aggiornate.
Già Alberti nel De re aedificatoria, aveva affrontato il tema delle architetture difensive intuendo come le armi da fuoco avrebbero rivoluzionato l'aspetto delle fortificazioni. Per aumentare l'efficacia difensiva indicò che le difese dovrebbero essere "costruite lungo linee irregolari, come i denti di una sega" anticipando così i principi della fortificazione alla moderna.
Nella seconda parte del XV secolo, per ovviare alla novità tecnologica delle artiglierie, si iniziarono a seguire due pratiche, che nel corso del tempo si influenzarono a vicenda:
- L'adattamento delle esistenti murature (abbassamento e ispessimento delle muraglie, sostituzione delle torri a pianta quadrata o con spigoli facilmente danneggiabili con torri rotonde, creazione di terrapieni e addossamento di opere in terra dal lato interno delle muraglie). Questa tecnica fu descritta dai trattatisti dell'epoca come "star sul cerchio vecchio".
- L'elaborazione di modelli di fortificazione completamente nuovi, a partire non più dalle condizioni del terreno e dalle necessità interne del luogo da fortificare, ma dalle linee di tiro e dai principi di copertura e tiro d'infilata.

## Il Quattrocento
L'ovvio passo iniziale fu quello di adattare le vecchie fortificazioni: questo fu fatto soprattutto per ammodernare le cinte urbane, spesso molto estese e che sarebbe stato economicamente troppo impegnativo rimpiazzare. Fu però presto evidente che il continuo progresso tecnico delle artiglierie richiedeva un totale ripensamento del tracciato delle mura. Tra i primi esempi di strutture ossidionali ibride realizzate già a metà Quattrocento ricordiamo le strutture scarpate del Castelnuovo a Napoli e lo spesso basamento realizzato negli stessi anni nel Torrione di Bitonto in provincia di Bari.  E quel periodo emersero personalità di rilievo, che cominciarono a teorizzare e costruire nuovi tipi di fortificazione. Tra questi Francesco di Giorgio Martini che, nonostante abbia seguito linee di sviluppo che i successivi progressi tecnologici resero inefficaci, è spesso considerato il vero padre della fortificazione alla moderna, soprattutto grazie alla sua attività di trattatista.  Infatti realizzò e modificò un gran numero di fortificazioni, utilizzando forme sperimentali nell'adattamento della forma della fortificazione alla morfologia dei luoghi, ma fu anche il teorico che dette nel suo trattato elaborazioni, indicazioni dettagliate, idee e modelli, ripresi poi da altri progettisti. I principi della sua opera progettuale e teorica si possono considerarsi l'espressione dei caratteri specifici di quest'epoca di ricerca e transizione e possono essere così riassunti: mura basse e con scarpa, fossati profondi, perimetri angolati per permettere i tiri radenti, torrioni avanzati, postazioni di tiro basse a difesa della base delle mura.
Importante anche l'opera di Francione che realizzò opere importanti, come la Fortezza di Sarzanello con i suoi possenti bastioni circolari, in un'epoca di transizione verso la fortificazione alla moderna il cui sviluppo, in buona parte è dovuta ai suoi allievi diretti. Tra questi troviamo Baccio Pontelli, i fratelli Giuliano e Benedetto da Maiano, anche se spiccano maggiormente come costruttori e sperimentatori i fratelli Da Sangallo, che idearono il bastione pentagonale intorno agli anni ottanta del Quattrocento.
Le principali preoccupazioni degli architetti di quegli anni erano rivolte alla protezione delle cortine (tratti rettilinei fra torre e torre, o fra bastione e bastione), il principale bersaglio delle artiglierie d'assedio, che potevano facilmente battere in breccia, cioè smantellare e rendere possibile un attacco di fanterie attraverso il varco praticato in un semplice muro diritto, non importa quanto robusto. Per controbattere questa tattica si sperimentò il cosiddetto fuoco di rovescio che poteva colpire le fanterie all'assalto della breccia partendo da strutture sporgenti rispetto alle cortine (bastioni), appositamente irrobustite e provviste di postazioni d'artiglieria. Inizialmente questi bastioni sporgenti presero la forma circolare prevalente per tutto il XV secolo.
Si comprende come queste opere fossero a loro volta esposte al tiro delle artiglierie nemiche, infatti attorno agli anni venti del Cinquecento il tiro delle batterie da breccia, ora molto più potenti, si spostò sulle opere avanzate. La protezione delle cortine poteva essere affidata a pochi cannoni di piccolo calibro, mentre l'attenzione di cannonieri e fortificatori puntava sui bastioni. Le forme circolari e quelle fantasiose teorizzate da Francesco di Giorgio e dai suoi seguaci (e presenti nelle prime opere dei Sangallo) che sinora avevano servito egregiamente allo scopo non rispondevano più all'esigenza di evitare gli angoli morti, dove il tiro dei difensori non poteva giungere.
Lo scenario di questi cambiamenti fu non tanto l’Italia padana, quanto piuttosto nel centro Italia: la Romagna, la Toscana, le Marche, in parte l’Italia meridionale.

## I Sangallo e il fronte bastionato all'italiana
I fratelli Antonio e Giuliano da Sangallo furono tra i numerosi architetti del Rinascimento a dedicarsi alla ricerca sul modo migliore di costruire fortificazioni a prova di artiglieria, ma a differenza di tanti teorici riuscirono a concretizzare i loro progetti in una serie di opere impressionanti per omogeneità e coerenza. La loro opera fu poi proseguita dal nipote Antonio da Sangallo il Giovane. Il risultato fu l'ideazione del fronte bastionato all'italiana, sistema difensivo che fu poi il modello di riferimento per la costruzione di fortezze, cittadelle e di mura cittadine; questo modello fu utilizzato in tutta Europa per oltre 350 anni e durante questo lasso di tempo può essere considerato lo stile internazionale dell'architettura militare.
La fondamentale innovazione dei Sangallo non riguarda tanto la pianta, già elaborata nei decenni precedenti, quanto il profilo del sistema (vedi illustrazione; da sinistra a destra: spalto, strada coperta, controscarpa, fossato (con o senza roggia), opera esterna (F-G), cammino di ronda, scarpa, terrapieno): si nota chiaramente che un'arma da fuoco piazzata da un assediante sullo spalto (il piano inclinato a sinistra) non può colpire alcuna parte della fortificazione con un tiro diretto, a meno di esporsi in pieno al tiro dei difensori.
Questo schema continuerà a dominare la fortificazione alla moderna anche molto tempo dopo il superamento del fronte bastionato.
Il sistema così concepito era anche un complesso unitario in cui forma e dimensioni di ciascun elemento dovevano essere in preciso rapporto geometrico con tutti gli altri componenti, pena la vulnerabilità dell'intero complesso.

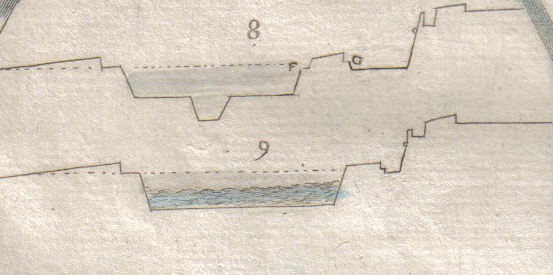
Profilo di una fortificazione

Sempre dall'illustrazione è possibile comprendere che alterare l'altezza o il profilo di uno qualsiasi degli elementi fa sì che per mantenere la copertura debbano essere modificati tutti gli altri elementi. Un simile profilo impediva di fatto il tiro diretto dei cannoni assedianti sulle murature. Si rendevano così necessari lunghi lavori di scavo e protezione per impiantare un assedio scientifico.
Ne conseguì la trasformazione dell'architettura militare (offensiva e difensiva) in una vera e propria branca della geometria: le piante disegnate dovevano essere trasferite sul terreno con la massima esattezza (un angolo sbagliato di pochi gradi sarebbe stato fatale), il che costrinse gli architetti ad ideare complessi sistemi di tracciamento e ingrandimento dei disegni.
Le semplici fortezze di minuscole dimensioni (in confronto alle successive realizzazioni) realizzate dai Sangallo possiedono in nuce molti degli elementi che caratterizzeranno l'architettura militare per secoli.
- Muratura in mattoni, più economici e facili da usare rispetto alla pietra, ma anche più elastici per meglio resistere all'artiglieria. Caratteristiche dei Sangallo sono le "cuciture" verticali in pietra, per decorare e irrigidire le lunghe cortine di laterizio.
- Bastioni pentagonali bassi e spesso con gli spigoli arrotondati per evitare di essere scantonati e indeboliti.
- Batterie situate negli angoli rientranti fra il bastione e la cortina, invisibili dallo spalto.

Fortezze costruite dai Sangallo della prima generazione sono: la fortezza di Poggio Imperiale, sulla collina che domina Poggibonsi, la fortezza di Sansepolcro, quella di Arezzo, la cittadella di Civita Castellana la Fortezza Vecchia di Livorno, la fortezza dei Fiorentini a Pisa, i bastioni di Pitigliano su commissione dei Conti Orsini, il forte di Nettuno eretto per Alessandro VI, Papa dal 1492 al 1503.

### Siano le fortezze poche e buone, situate alle frontiere…

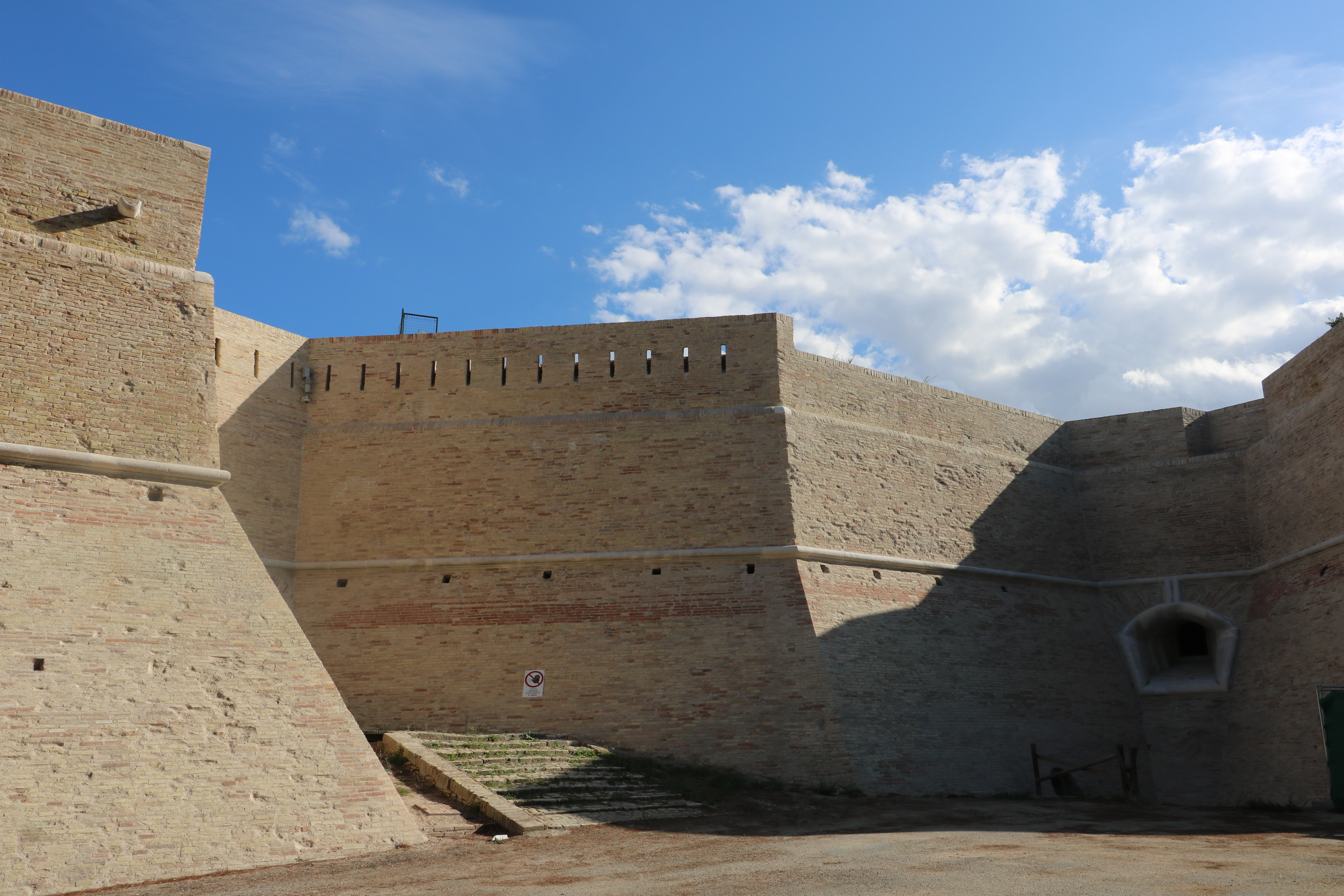
La Cittadella di Ancona (1532)

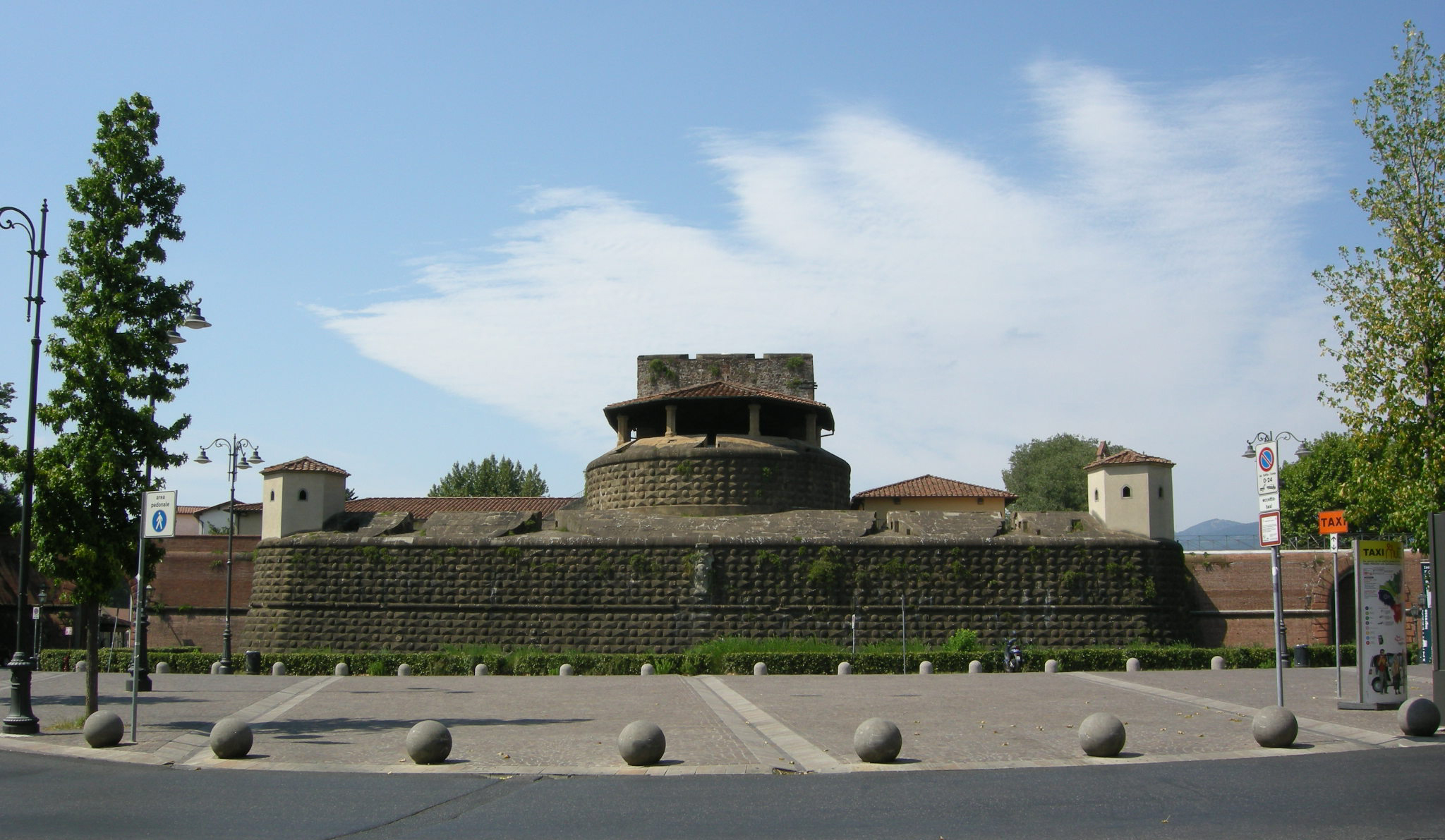
La Fortezza da Basso a Firenze (1534)

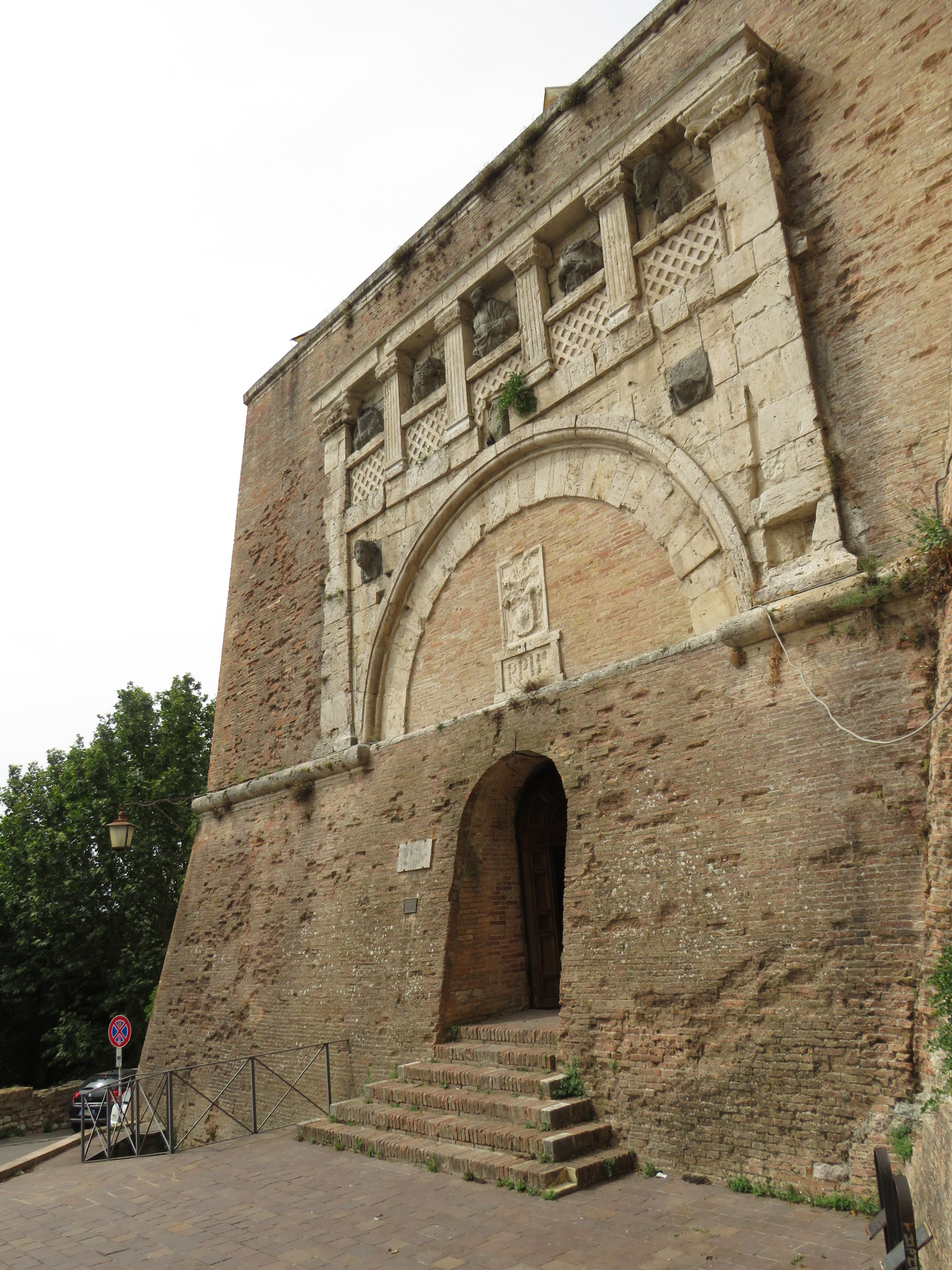
La Rocca Paolina a Perugia (1540)

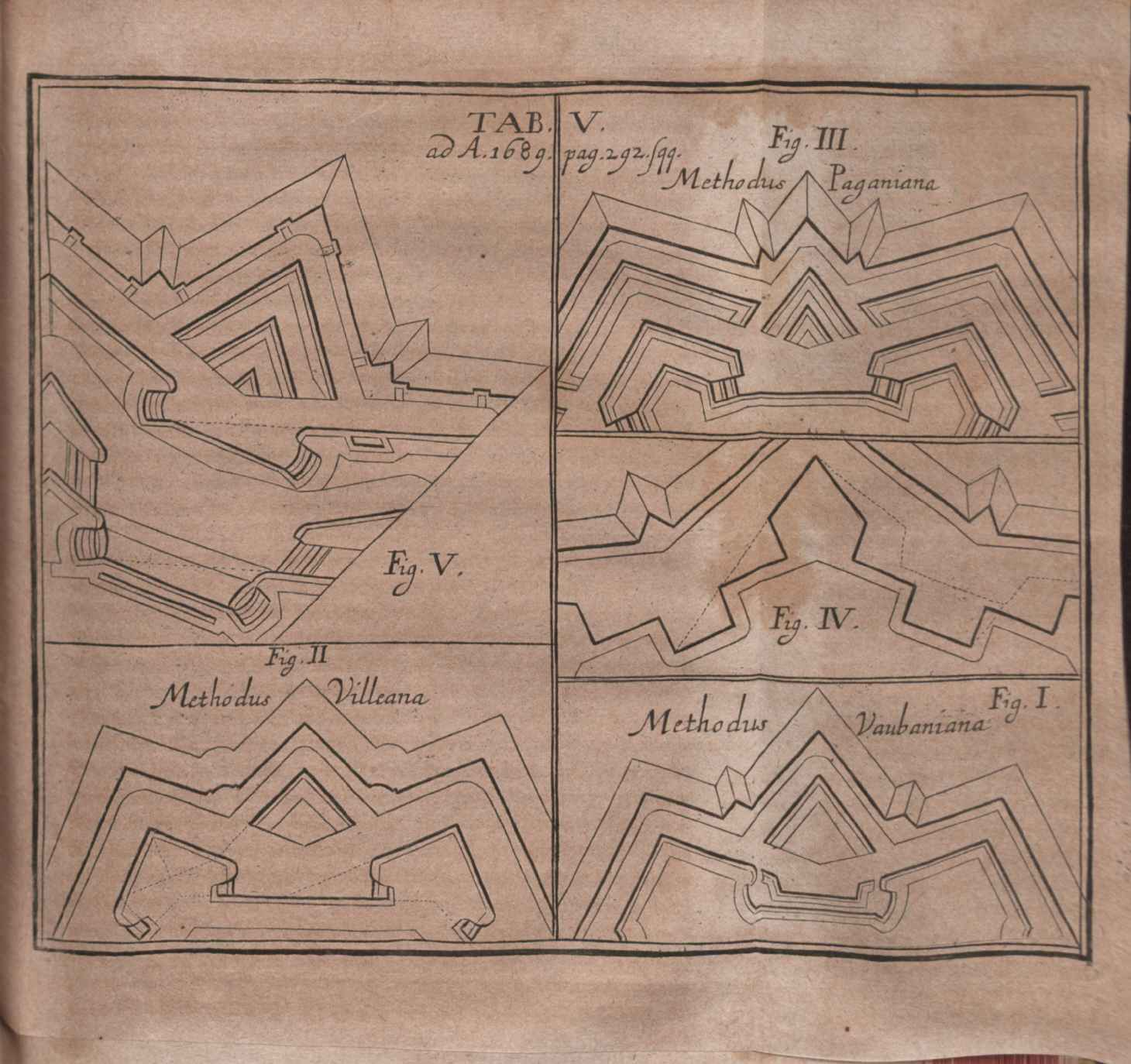
Tipi di fortificazioni in una tavola de gli Acta Eruditorum del 1689

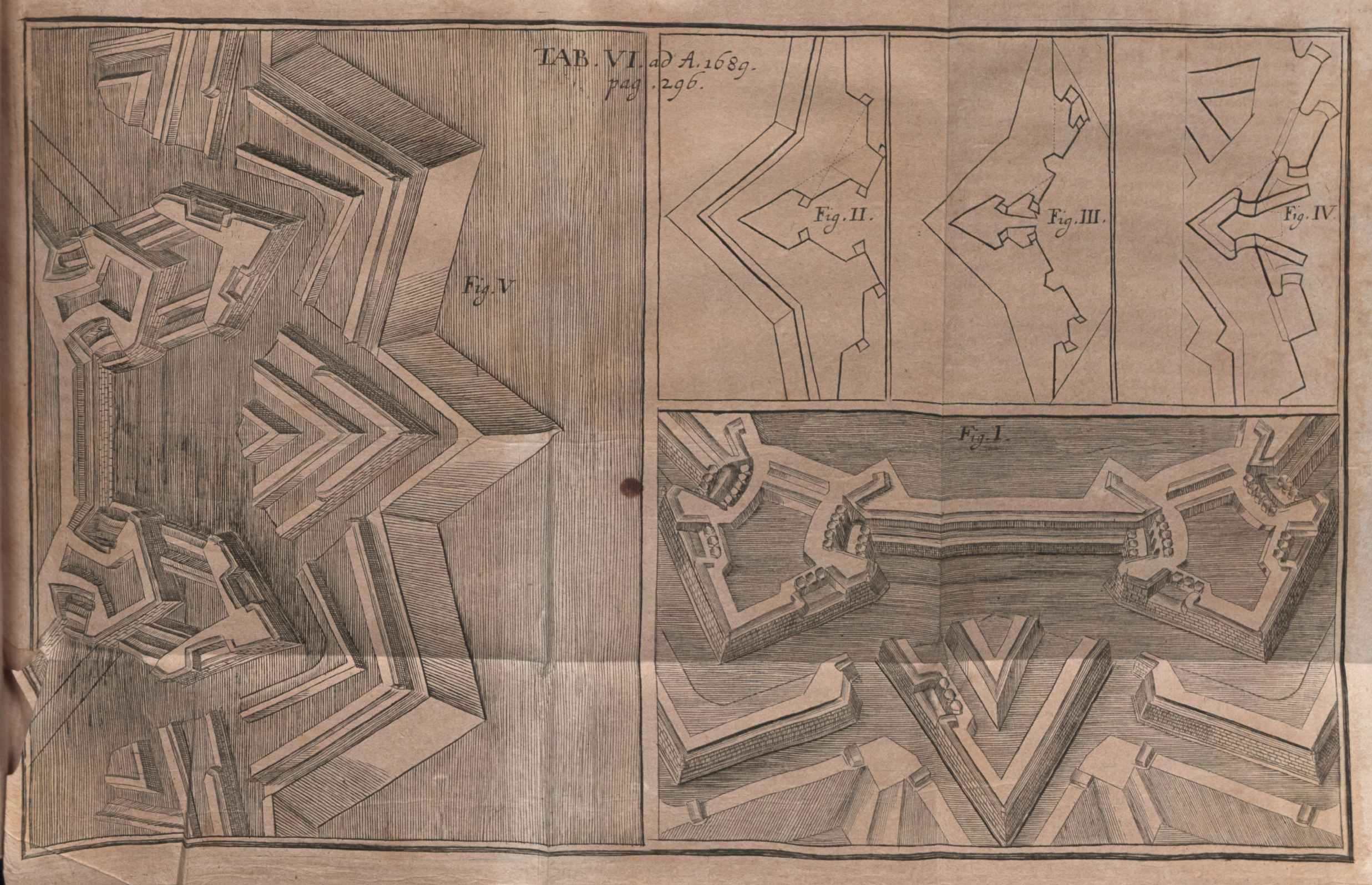
Tipi di fortificazioni in una tavola de gli Acta Eruditorum del 1689

Siano capaci di contenere tanta guarnigione che vaglia a sostenere un assedio, o che il nemico sia obbligato d'averci rispetto qualunque volta.
Siano comode pel commercio, per ricevere soccorsi, per goder buon aere, acqua pura e campi fertili.
Siano proporzionate al sito, al fine e alle forze, così ostili da sostenersi, come proprie da fornirle di gente, di munizioni e d'altri requisiti.
Le cittadelle si fanno (…) ai luoghi di frontiera per raddoppiare la difesa …
Si edificano nella parte più eminente del luogo e superiore del fiume; o si abbraccia con due baloardi di dentro, e con gli altri di fuori della piazza per comandare in un medesimo tempo al fiume, alla campagna e alla piazza …»
(Raimondo Montecuccoli, Aforismi dell'arte bellica)
A cavallo fra il Quattrocento ed il Cinquecento le difese del nuovo tipo si diffusero in tutta Italia; ognuna delle numerose entità politiche in cui l'Italia era suddivisa sviluppò un sistema di fortificazione e spesso un proprio nucleo di ingegneri militari con conoscenze condivise in cui le due scuole delle origini non erano più distinguibili.

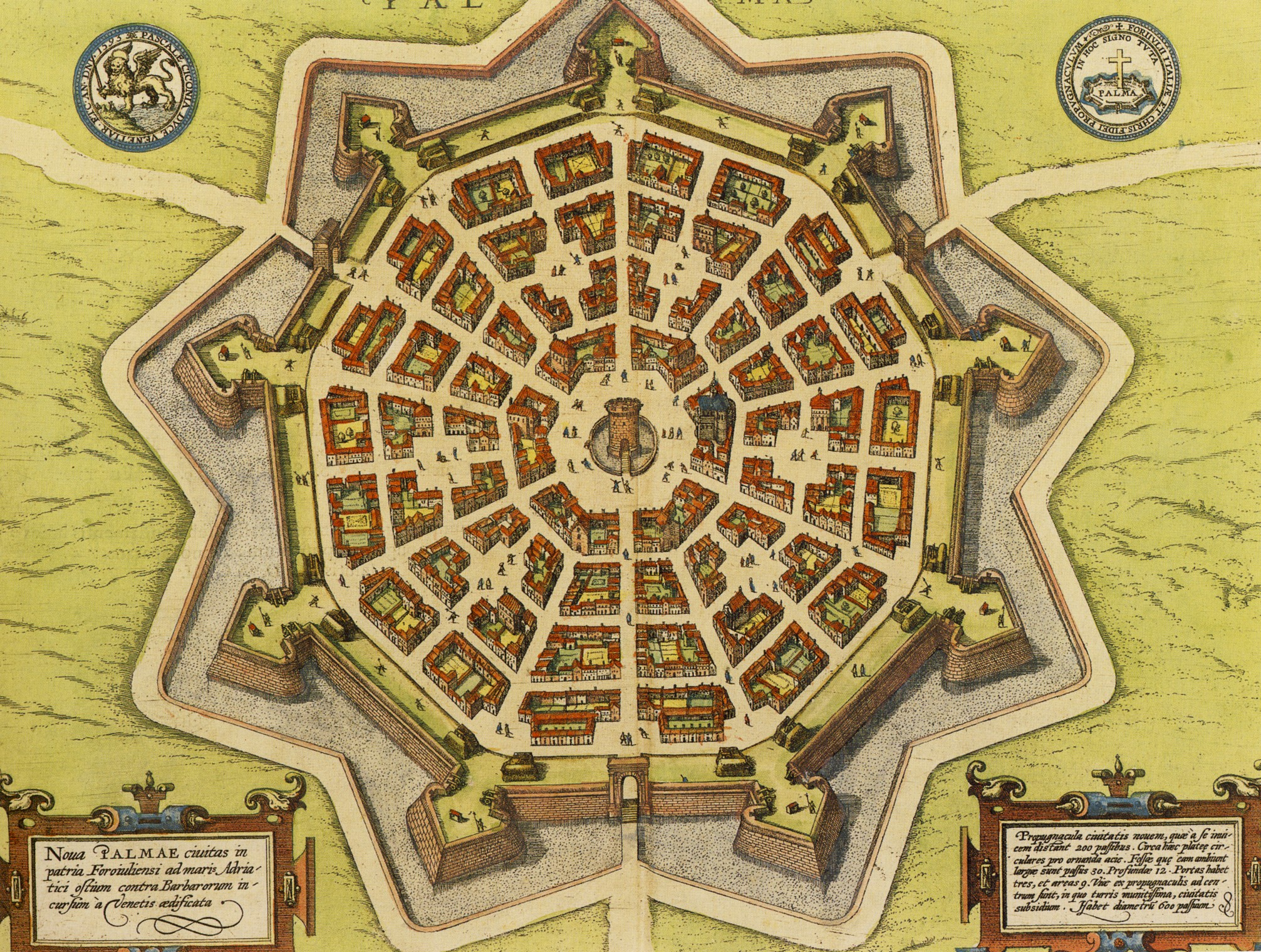
Cartina di Palmanova del 1593, patrimonio UNESCO

A Venezia, in piena espansione nella terraferma e occupatissima a difendere i propri possessi nel Levante dalla marea turca, le novità furono accolte prestissimo, e città del Veneto come Padova, Verona e altre minori furono presto dotate di potenti fortificazioni, fino al celebre capolavoro di Palmanova. Anche i possessi nell'Egeo furono presto fortificati con le nuove tecniche e si rivelarono un ostacolo durissimo alle preponderanti forze ottomane (basterà ricordare i dieci anni di resistenza di Candia). A Ferrara alla fine del Quattrocento fu costruita la celebre Addizione Erculea che includeva nel progetto un'espansione e ammodernamento delle mura cittadine con nuovi baluardi e la costruzione di fossati d'acqua.
Nella Milano ormai saldamente in mano agli spagnoli si sperimentò una cinta muraria bastionata a sporgenti e rientranti, secondo una generica indicazione di Leon Battista Alberti messa in pratica dagli ingegneri militari al servizio di Carlo V quasi un secolo dopo la sua morte.
Nello Stato della Chiesa, i lavori affidati da Clemente VII ad Antonio da Sangallo il Giovane dopo il sacco di Roma del 1527 sono di fondamentale importanza per l'architettura militare e per lo sviluppo del fronte bastionato; si tratta della Cittadella di Ancona, dei bastioni ardeatini nelle mura aureliane e della Rocca Paolina a Perugia. A queste opere si affianca la Fortezza da Basso a Firenze, dello stesso architetto e degli stessi anni. Nelle tre fortezze di Ancona, Firenze e Perugia, Antonio introduce un'importante modifica al fronte bastionato tradizionale: disegna i fianchi dei bastioni perpendicolari alle linee di tiro. Sullo studio di tutte queste fortificazioni sangallesche si formarono generazioni di architetti militari in tutta Europa. A Roma è di questi anni anche il pentagono fortificato attorno a Castel Sant'Angelo.
Nel Regno di Napoli del periodo di Carlo V, esempi di questo genere di fortificazioni sono il castello dell'Aquila (1534) e il Castel Sant'Elmo a Napoli (1537), entrambi di Pedro Luis Escrivà; altre si devono al lavoro di architetti militari pugliesi, Gian Giacomo dell'Acaya ed Evangelista Menga: il primo realizzò il Castello di Acaya (1535), il Castello di Lecce (1539) e la Fortezza di Crotone (1541); al secondo si devono il Castello di Barletta (1537) e il Castello di Copertino (1540). Fu invece principalmente opera di Giovan Tommaso Scala la fortezza di Pescara, costruita e perfezionata durante tutto il XVI secolo.
A partire dal 1543, dopo avere riscattato le ultime fortezze ancora in mano all'imperatore, Cosimo I ormai duca, poi Granduca di Toscana, secondo un disegno sistematico commisurato alle particolari condizioni dello Stato Toscano esposto ai frequenti passaggi di truppe e, minacciato "di dentro" dal banditismo e dai "fuoriusciti" fiorentini, avviò una sorprendente attività edilizio-militare: realizzò nuovi presidi costruendo fortezze a Siena, e a Pistoia, rafforza le difese di origine medioevale o le fortezze sangallesche a Pisa, ad Arezzo, a Sansepolcro a Volterra e a Castrocaro, erige una nuova cinta muraria a Fivizzano a sbarramento dei passi appenninici della Cisa e del Cerreto, fortifica il poggio di San Martino sopra San Piero a Sieve, Empoli, Cortona e Montecarlo, quest'ultimo ai confini della Repubblica di Lucca; infine, avvalendosi del suo miglior ingegnere, Bernardo Buontalenti costruì ex novo Forte Belvedere e le città-fortezze di Livorno e Portoferraio (Cosmopoli) nell'Isola d'Elba sul Tirreno. Quest'ultima spicca per grandezza e arditezza di soluzioni, che la resero fortezza temuta e le permisero di resistere a lungo anche in epoca tarda. Per difendere i confini meno battuti fonda piazze d'armi quali Sasso di Simone nel Montefeltro e Terra del Sole (Eliopoli) nella Romagna Toscana ai confini con lo Stato della Chiesa. Le rocche e i castelli costruiti ex novo, restaurati o rinnovati, formarono, nei territori «periferici» della Romagna toscana, una fitta rete di postazioni di avvistamento o di controllo delle strade e dei confini. Dalla rocca di Montepoggiolo si scopriva “la pianura della Romagna papale da Faenza fino a Ravenna, e l'Adriatico, di modo che non è possibile far passare fra queste mura e la Terra del Sole di giorno alcun corpo considerabile senza esserne avvisati”.

Nella Repubblica di Lucca, imponenti sforzi vennero fatti per fortificare la capitale a cavallo tra il XVI e il XVII secolo. Le Mura di Lucca sono oggi l'unico esempio perfettamente conservato di un sistema difensivo alla moderna su scala urbana. Di fatto, rispetto a quanto si poteva vedere verso il 1630, vi sono solo tre porte carrabili in più (tre quelle originarie) e mancano parte delle mezzelune esterne. Le fortificazioni di confine dello stato consistevano sulla costa nel cinquecentesco torrione angolare di Viareggio, conosciuto oggi con il nome di Torre Matilde e nei due fortini posti a levante e a ponente della città (cui si aggiunse nel XVIII secolo quello sulla foce del porto canale). Più a nord vi era poi, sulle colline alle spalle della spiaggia la Fortezza di San Paolino (Montignoso), oggi nota con il nome di Castello Aghinolfi; questa struttura, di origine medievale, venne rinforzata adeguando il gran torrione e con baluardi esterni. In Garfagnana le mura medievali di Castiglione (Castiglione di Garfagnana) videro l'aggiunta del potente torrione della Brunella, armato di artiglierie e dopo l'assedio del 1613 di bastioni esterni in terra e sassi. Ancora ai confini settentrionali, di notevole importanza il forte di Pescaglia, progettato probabilmente da Vincenzo Civitali e quello di Coreglia (Coreglia Antelminelli). 

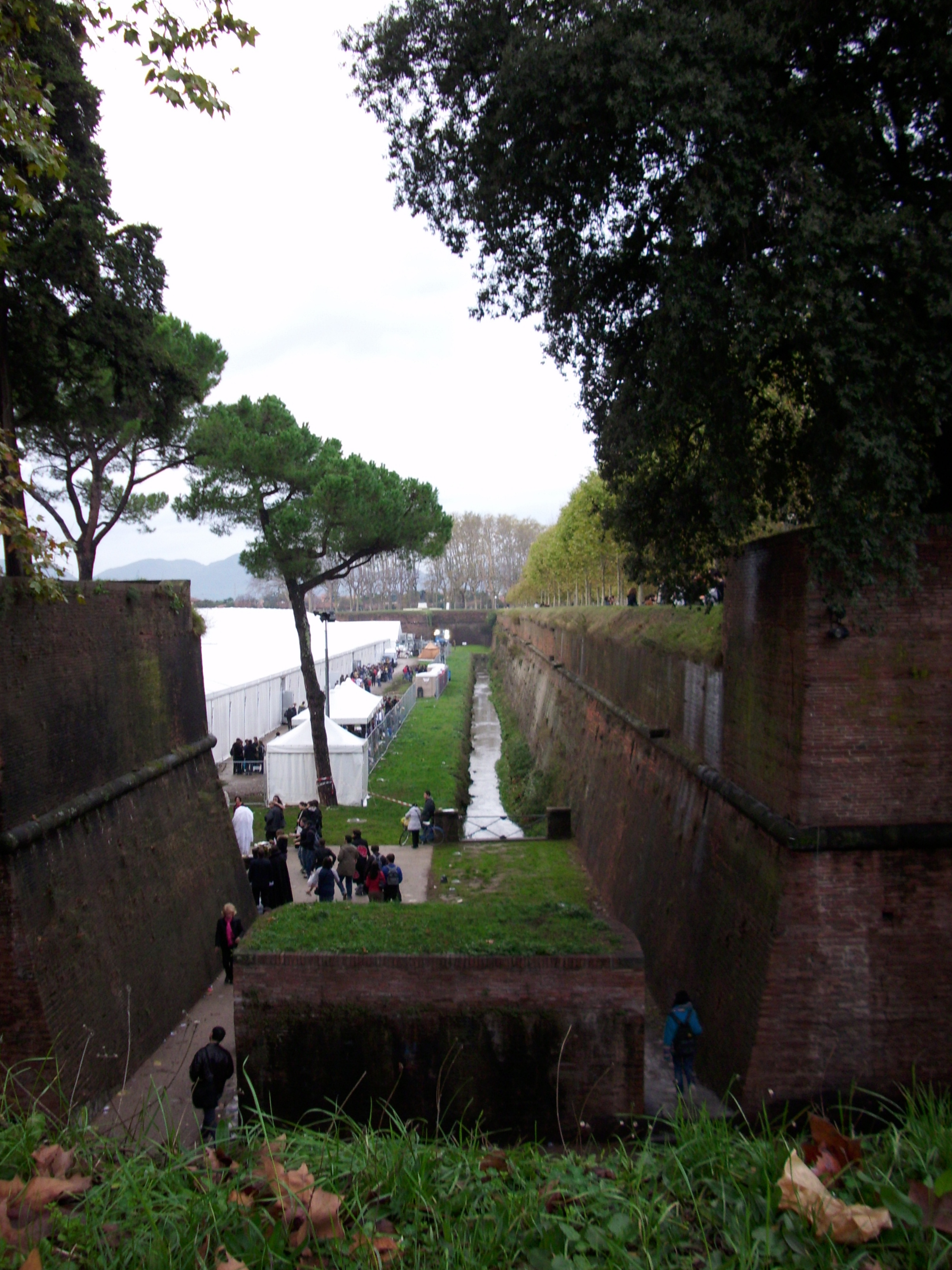
Vista da una delle cannoniere delle Mura di Lucca

## La scuola italiana all'estero
Mentre il teatro delle guerre fra i grandi stati nazionali si spostava nelle Fiandre e nell'Artois, che diverrà il Pré carré di Sébastien le Prestre de Vauban e dove si svolgeranno innumerevoli assedi e operazioni di soccorso, la costruzione della cittadella di Anversa ad opera di Francesco Paciotto e Galeazzo Alghisi creò un modello di architettura militare che avrebbe influenzato tutta Europa.
La Cittadella di Torino - teatro durante la Guerra di successione spagnola dell'assedio del 1706 da parte dell'esercito franco-spagnolo di Luigi XIV - è un tipico esempio di cittadella fortificata.

A volere la sua realizzazione, opera di Francesco Paciotto, che si rese celebre disegnando la cittadella di Anversa, fu nel XVI secolo il duca Emanuele Filiberto "Testa di Ferro" che intendeva dotare la città di un bastione di difesa urbana dopo lo spostamento della capitale del ducato da Chambéry a Torino.

La cittadella resse per quasi quattro mesi, in pratica ben oltre l'intera l'estate del 1706, fino all'arrivo dell'esercito di soccorso comandato da Eugenio di Savoia, cugino del Duca: il 7 settembre le forze austro-piemontesi si disposero sull'intero fronte e respinto ogni tentativo di controffensiva dei franco-ispanici li costrinsero a ritirarsi verso Pinerolo, e quindi in direzione della Francia.

L'assedio della cittadella torinese fu ornato dal celebre episodio di Pietro Micca.
Le innovazioni tecniche furono meditate, imitate, portate avanti da una serie di architetti militari che diedero vita alle due maggiori scuole nordeuropee, che rapidamente eclisseranno la fama degli italiani: la scuola fiamminga, capeggiata da Menno van Coehoorn, e quella francese, che raggiunse l'apice con Vauban alla corte di Luigi XIV di Francia.
Dato il carattere principalmente pianeggiante delle regioni contese, i tracciati simmetrici ebbero il sopravvento su quelli che seguivano le asperità del suolo, tipici dell'accidentato suolo italiano.

## La scuola fiamminga
Nelle basse terre delle Fiandre la pietra è costosa, il terreno è sabbioso e quindi anche i mattoni d'argilla sono meno economici che altrove; la conformazione del terreno è quasi ovunque pianeggiante, l'acqua è abbondante, con una fitta rete di fiumi e canali, e la falda acquifera giace ovunque a pochi centimetri sotto il piano del suolo.
Questi elementi portarono gli ingegneri fiamminghi ad elaborare un gran numero di sistemi fortificatori caratterizzati da piante stellari molto regolari, con fossati multipli quasi sempre allagati, e opere in terra battuta, o solo rivestite con una sottile camicia di mattoni rivolta verso l'attaccante. L'assenza di costruzioni elaborate in muratura fece sì che anche le piazze di artiglieria fossero sempre scoperte. Fortificazioni dunque meno durevoli, ma più facili da costruire e da riparare (era pratica normale tentare di riparare di notte i danni alle muraglie causati dalle artiglierie di giorno).
Il personaggio più importante della scuola fu il Barone Menno van Coehoorn (1641 1704) il quale, pur non rinunciando mai alle innovazioni dettate dal terreno o dalle necessità elaborò almeno due distinti sistemi di tracciamento, contraddistinti da salienti molto sporgenti. In base ai suoi sistemi furono costruite numerose fortezze, come Nimega, Breda e Bergen op Zoom. Mannheim in Germania fu fortificata secondo i suoi principi, mentre Belgrado e Temešvár, nell'Europa dell'Est seguirono il suo secondo sistema.

## La scuola francese e l'École de Mézieres

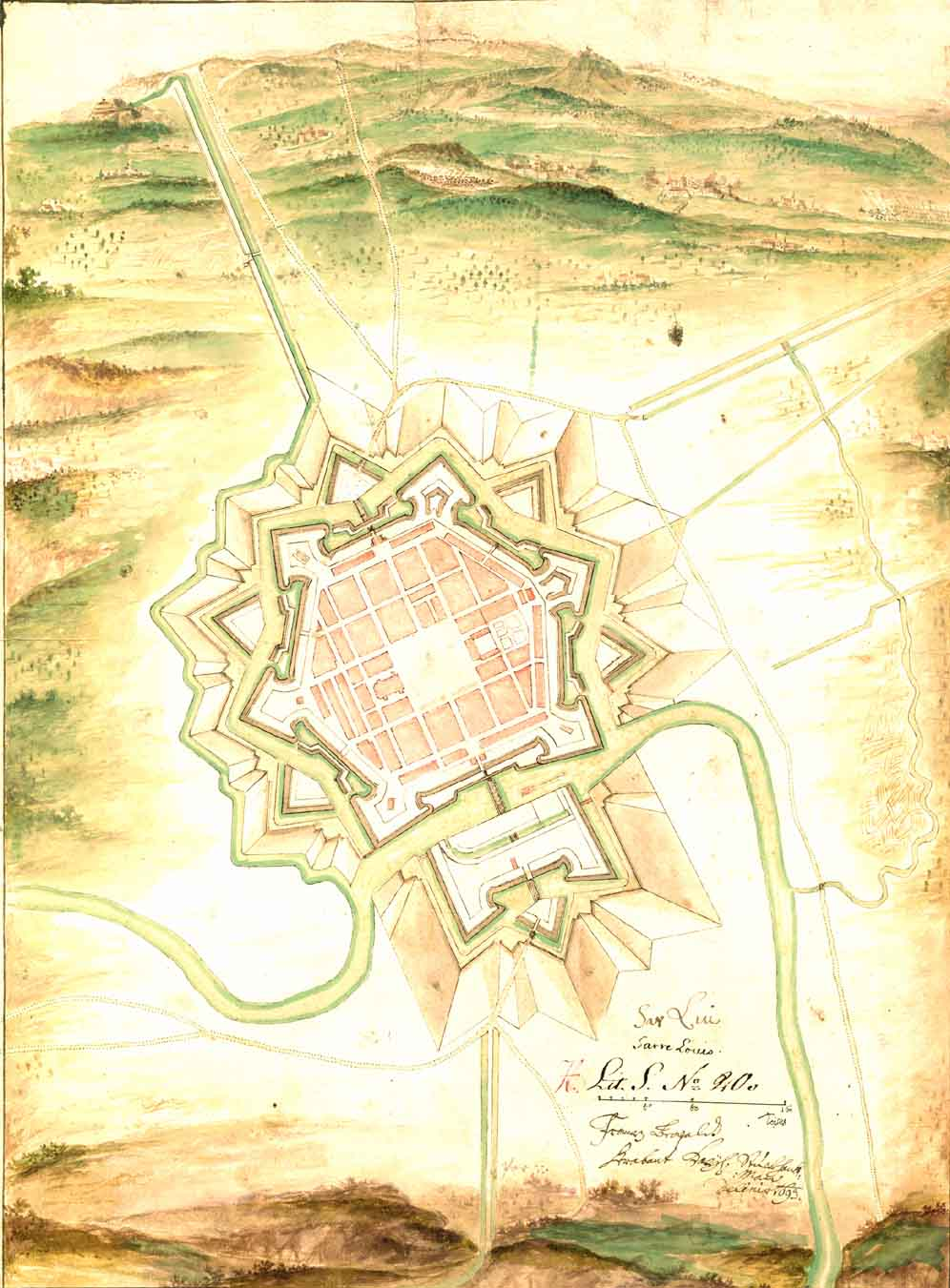
Saarlouis, tipico tracciato di Vauban

In Francia, specialmente nel XVII secolo, sotto Luigi XIV, la guerra era intesa quasi esclusivamente come una serie di assedî e controassedî e le poche battaglie campali furono combattute quasi sempre attorno ad una fortezza da assediare o da soccorrere. La grande personalità che offuscò tutti gli altri ingegneri militari francesi del periodo - addirittura generò il "mito" dell'invenzione francese della fortificazione alla moderna - fu Sébastien Le Prestre de Vauban (1633-1707), che divenne anche Maresciallo di Francia e Capo Ingegnere Militare di Luigi XIV per 53 anni. Per il Re Sole costruì o progettò numerosissime piazzeforti. Celebre la sua cavalleresca rivalità col Barone Van Coehoorn, che culminò nei due assedi di Namur: nel 1692 Vauban prese la cittadella costruita e difesa dal Coehoorn, per poi fortificarla con i proprî sistemi, che non poterono impedire al condottiero fiammingo di vendicarsi riconquistandola nel 1695.
La sua opera, continuata per anni, comprende le modifiche alle fortificazioni di Antibes (Fort Carré), Arras, Auxonne, Barraux, Bayonne, Belfort, Bergues, Besançon, Bitche, Blaye, Briançon, Bouillon, Calais, Cambrai, Colmars-les-Alpes, Entrevaux, Gravelines, Huningue, Joux, Kehl, Landau, Le Quesnoy, Lilla, Lusignan, Le Perthus (Fort de Bellegarde), Lussemburgo, Maastricht, Maubeuge, Metz, Mont-Dauphin, Mont-Louis, Montmédy, Namur, Neuf-Brisach, Perpignan, Plouezoc'h (Château du Taureau), Rocroi, Saarlouis, Saint-Jean-Pied-de-Port, Saint-Omer, Sedan, Toul, Villefranche-de-Conflent (la città e il Forte Liberia), Ypres.
Costruì ex novo 37 nuove fortezze o porti fortificati, tra cui Ambleteuse, Brest, Dunkerque, Québec (Cittadella), Rochefort, Saint-Jean-de-Luz (Fort Socoa), Saint-Martin-de-Ré, Tolone, Wimereux, Le Portel, Petervaradino.
Buon condottiero, si guadagnò il bastone di Maresciallo vincendo numerosi assedî, sia come assediante sia come difensore. Diede prova di una grande flessibilità, inventando diversi sistemi fortificati che portano il suo nome e che risultarono ugualmente efficaci nelle piazzeforti di pianura (Alt-Brisach, in Alsazia) ed in quelle di montagna (Briançon). Egli tuttavia non abbandonò mai il sistema a bastioni tipico dell'iniziale intuizione sangallesca: la vera vocazione di Vauban fu infatti l'attacco, ed i trattati che dedicò all'argomento costituiscono la sua maggior gloria, ed è obbligatorio considerarlo come la personalità più rilevante fra i fondatori dell'"assedio scientifico". Per mantenere un alto profilo nell'ingegneria militare Luigi XIV fondò l'École de Mézieres che sfornò innumerevoli ufficiali del Genio, anche se alla lunga fu d'ostacolo all'innovazione a fronte delle nuove sfide. Non è un caso che l'altro grande nome del Genio francese sia stato un ufficiale di Cavalleria: Marc René de Montalembert, che presentò, in polemica con l'"onnipotente" École de Mézieres (che gli impedì di pubblicare i suoi lavori fino al 1778), il proprio sistema, la fortificazione poligonale: rinunciava sostanzialmente a tracciati complessi per sviluppare invece la potenza di fuoco delle artiglierie in casematte, che potessero far convergere una grande quantità di fuoco trovandosi al contempo riparate dagli attacchi avversari.
La sua opera finalmente pubblicata gli valse l'attenzione del Governo rivoluzionario, che lo chiamò ad alte cariche e per il quale preparò un cours complet de fortification in 92 modelli lignei. Con la sua opera si chiuse il ciclo del fronte bastionato inventato dai Sangallo più di trecento anni prima.

## Nomenclatura della fortificazione alla moderna nella sua ultima evoluzione
| 1. Fianco del bastione 2. Cortina 3. Gola del bastione 4. Faccia del bastione 5. Linee di difesa 6. Capitale del bastione 7. Spalto | 8. Strada coperta 9. Controscarpa 10. Fossato 11. Gora o cunetta 12. Scarpa 13. Cammino di ronda 14. Muro esterno | 15. Parapetto 16. Banchetta 17. Camminata 18. Muro interno 19. Spalto 20. Tanaglia 21. Mezzaluna | 22. Opera a corno 23. Fossato 24. Bastione 25. Rivellino 26. Bastione 27. Doppia tanaglia 28. Piazzole | 29. Strada coperta 30. Controguardia 31. Cortina 32. Tanaglia 33. Doppia tanaglia 34. Opera a Corona 35. Rivestimento esterno |

## I trattati
- Giacinto Barozzi, Offerta di un nuovo modo di difendere qual si voglia, Roma, 1578.
- Giacinto Barozzi, Seconda proposta in maniera d'una difesa per debito christiano con quell'ordine che si puo vedere, Perugia, 1581.
- Giovanni Battista Belluzzi, Nuova inventione di fabricar fortezze di varie forme, ......, Venezia, 1598.
- Giovan Battista Belluzzi, Trattato delle Fortificazioni di Terra, mns Firenze Biblioteca Riccardiana, Ms Ricc.2587.
- Cornelio Bentivoglio, Discorso delle fortificazioni, espugnatione e difese delle cittá, Venezia 1598.
- Gabriele Busca, Della espugnatione e difesa delle fortezze di Gabriello Busca, Milanese, Torino, 1583.
- Gabriele Busca, Della Architettura Militare, Milano, 1601.
- Giacomo Castriotto, Girolamo Maggi, Della Fortificatione delle città, Venezia, 1564.
- Giacomo Castriotto, Raggionamento sopra le fortezze della Francia, Venezia, 1588.
- Girolamo Cattaneo,  Libro nuovo di fortificare, offender & difendere, Brescia,  1567.
- Girolamo Cattaneo, Della fortificazione delle città, si contiene tutto quello di più importanza que fina ad hora è stato scritto di questa materia, Venezia, 1583.
- Pietro Cataneo, I Primi quattro libri dell'Architettura, Venezia, 1567
- Robert Courneweyle, The Maner of Fortification of Citties, Towns, Castelles and Other Places, London, 1559.
- Francesco De Marchi, Della Architettura militare el Capitano Francesco De Marchi, Libri Tre, Brescia, 1599.
- Albrecht Dürer, Etliche Underricht zu Befestigung der Stett, Schloss und Flecken, 1527.
- Jean Errard, La fortification réduite en art et démonstrée, Frankfurt, 1604.
- Giovanni Francesco Fiammelli, Il Principe difeso, di FGF matematico, nel quale si tratta di fortificazione, oppugnazione, espugnazione…, Roma, 1604.
- Paolo Forlani, Libro delle città, et fortezze prinzipali del mondo, 1567.
- Galileo Galilei, Trattato di fortificazione, Padova, 1593.
- Galileo Galilei, Breve istruzione all'architettura militare, Padova, 1593.
- Eugenio Gentilini, Discorso intorno alle fortezze... In Venetia, appresso Francesco de' Franceschi senese, 1592.
- Diego Gonzalez De Medina Barba,  Examen de fortificación, Madrid 1599.
- Paul Ive, The practise of fortification: wherein is shewed the manner of fortifying in all sorts of scituations,....,  Londra, 1589.
- François De La Treille,  Manière de fortifier les villes, Lyon, 1556 (Traduzione del trattato dello Zanchi).
- Giacomo Lanteri da Paratico, Del modo di fare le fortificationi di terra intorno alle città & alle castella per fortificarle, et di fare cosi i forti in campagna per gli allogiamenti degli esserciti ; in Vinegia appresso Bolognino Zaltieri, 1559
- Buonaiuto Lorini, Le fortificationi nuovamente ristampate, con l'aggiunta del sesto libro, in Venetia presso Francesco Rampazetto, 1609.
- Antonio Lupicini, Architettura militare con altri avvertimenti appartenenti alla guerra, in Fiorenza, Giorgio Marescotti, 1582.
- Samuel Marolois, The Art of fortification or Architecture Militaire as well offensive as defensive, compiled and set forth, Printed for M.John Johnson, Amsterdam, 1638.
- Honorat de Meynier, Les nouvelles inventions de fortifier les places contre la puissance d'assaillir par traverses, galeries, mines, canons, et autres machines de guerre, Paris, 1626.
- Domenico Mora, Tre quesiti in dialogo sopra il fare batterie, fortificare una città, et ordinar battaglie quadrate, Venezia, 1567.
- Jacques Perret, Des fortifications et artifices d'architecture, de Jacques Perret, Gentilhomme savoysien, Parigi, 1601.
- Baldassarre Peruzzi, Trattato di architettura militare / [attr. a] Baldassarre Peruzzi ; a cura di Alessandro Parronchi. Firenze : Gonnelli, 1982.
- Michael Potier D’estain, Théorie et pratique des forteresses, Parigi, 1601.
- Cristóbal Rojas, Teorica y Practica de Fortification, Séville, 1598.
- Giovanni Scala, Delle Fortificazioni, Roma, 1596.
- Daniel Specklin, Architettura von Vestungen. Wie die zu unsern Zeiten mögen erbauuen werden…Durch Daniel Speckle. Gedruckt zu Strassburg bei Bernhart Jobin, 1589.
- Simone Stevino, Sterctenbouwing, Leyden, 1594.
- Carlo Theti, Discorsi delle fortificationi, espugnationi, & difese delle città, & d'altri Luoghi … , Roma, 1569
- Battista della Valle, Vallo libro continente appertinentie a capitanii retenere & fortificare una citta con bastioni, con novi artificii di fuoco aggiunti,  Venezia, 1529.
- Giovan Battista Zanchi, Del modo di fortificar le citta trattato di M. Giovan Battista de Zanchi da Pesaro. Venetia, 1554.

## Architetti militari delle fortificazioni alla moderna
- Francesco di Giorgio Martini
- Francione
- Fra' Giocondo
- Antonio da Sangallo il Vecchio
- Giuliano da Sangallo
- Baccio Pontelli
- Giuliano da Maiano
- Simone Genga
- Michele Sanmicheli
- Antonio da Sangallo il Giovane
- Nanni Unghero
- Antonio Ferramolino
- Gian Giacomo dell'Acaya
- Carlos de Grunenbergh
- Giovanni Battista Belluzzi
- Pedro Luis Escrivà
- Evangelista Menga
- Sébastien Le Prestre de Vauban
- Pietro Morettini